# Tiskový server
Tiskový server (anglicky Print server nebo Printer server) je zařízení, které propojuje tiskárnu s klientem přes počítačovou síť.
Tiskové servery mohou podporovat standardní nebo svoje protokoly včetně IPP, Line Printer Daemon protocol (LPD), Microsoft Network Printing protocol, NetWare, NetBIOS nebo JetDirect.
Tiskový server může být počítač v síti s jednou nebo více sdílenými tiskárnami. Alternativně může být tiskový server dedikované zařízení v síti s připojením k LANu a s jednou nebo více tiskárnami. Dedikované serverové zařízení bývají jednoduché jak v nastavení tak i ve funkcích. Funkce tiskových serverů mohou být integrovány s dalšími zařízeními, jako je router, firewall nebo obojí. Tiskárna může mít v sobě také zabudovaný tiskový server.
Všechny tiskárny se správným typem konektorem jsou kompatibilní se všemi tiskovými servery. Výrobci serverů dávají k dispozici seznam kompatibilních tiskáren, protože server nemusí provádět všechny komunikační funkce tiskárny (např. ukazatel malého množství inkoustu apod.).

Síťové tiskové servery
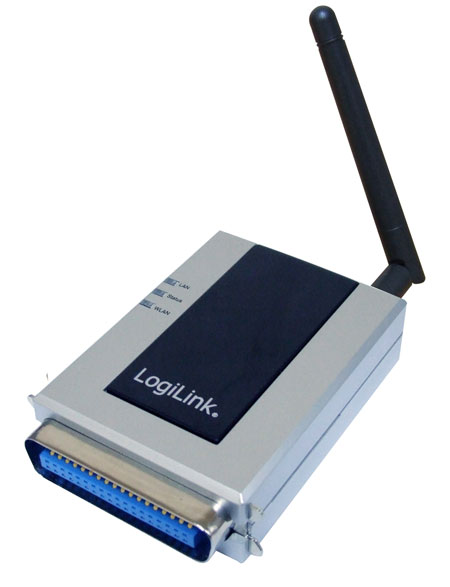
Bezdrátový tiskový server
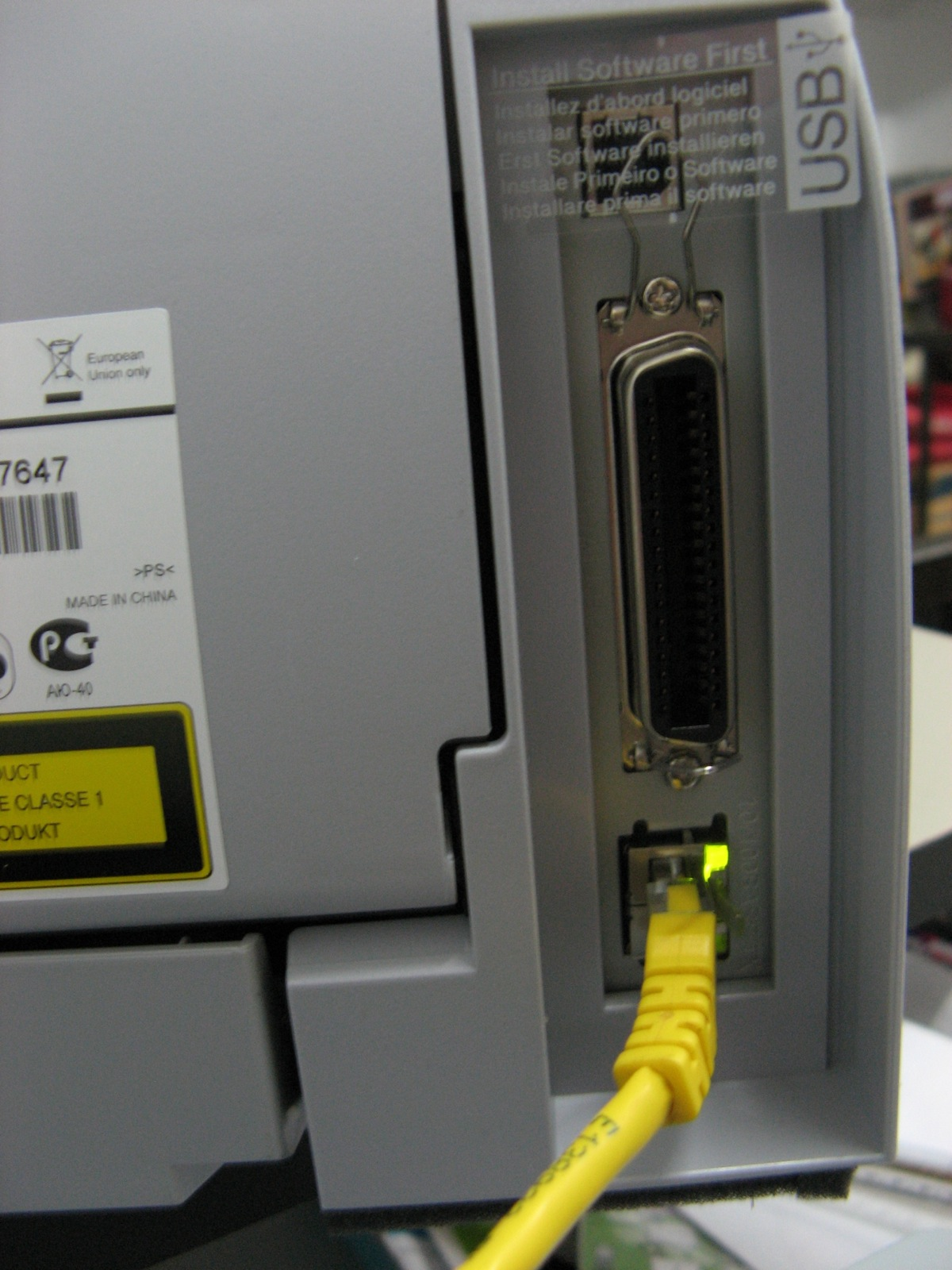
Brother HL-2070N je laserová tiskárna se zabudovaným serverem
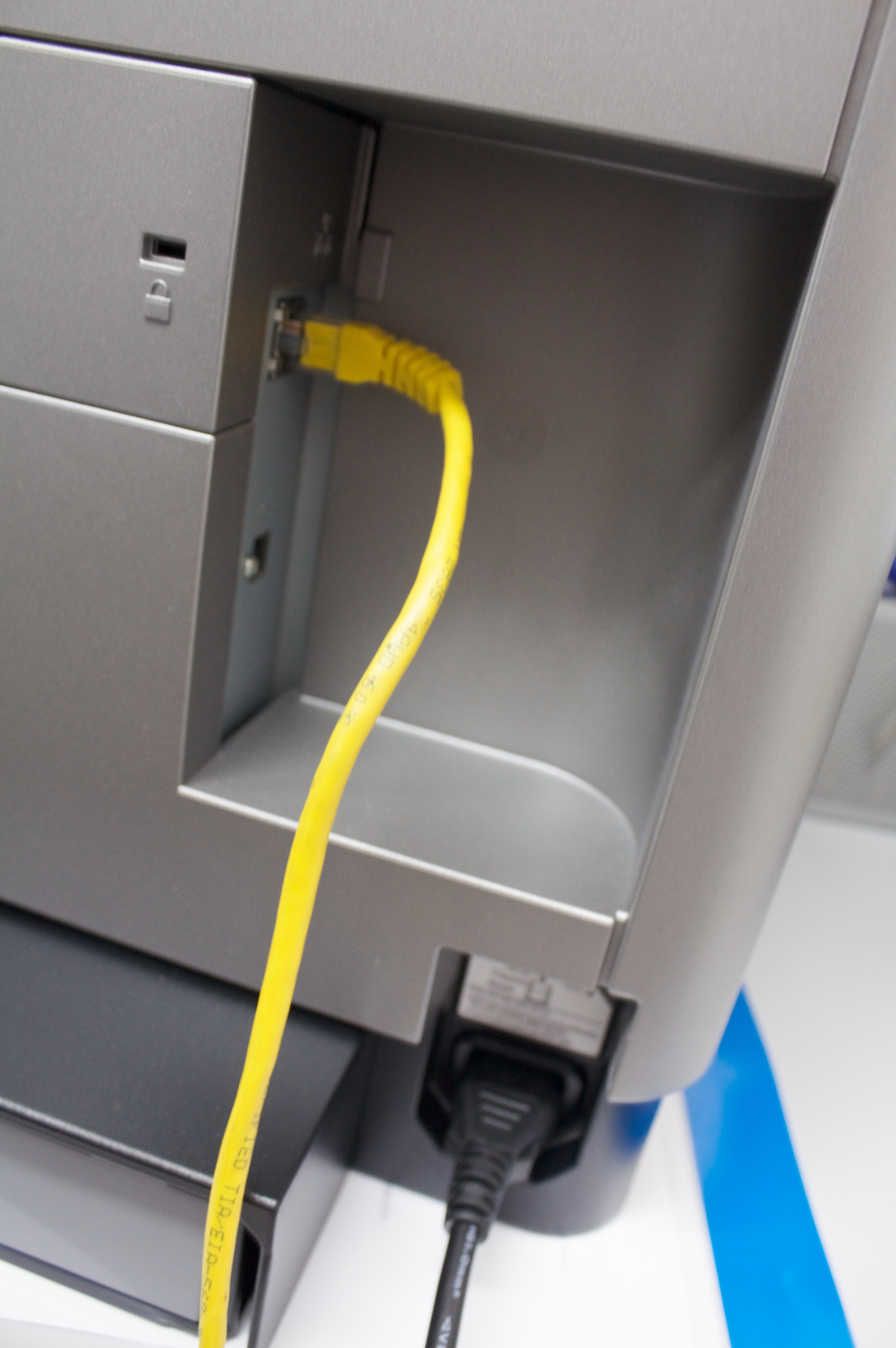
Dell 1320cn je barevná laserová tiskárna se síťovým připojením
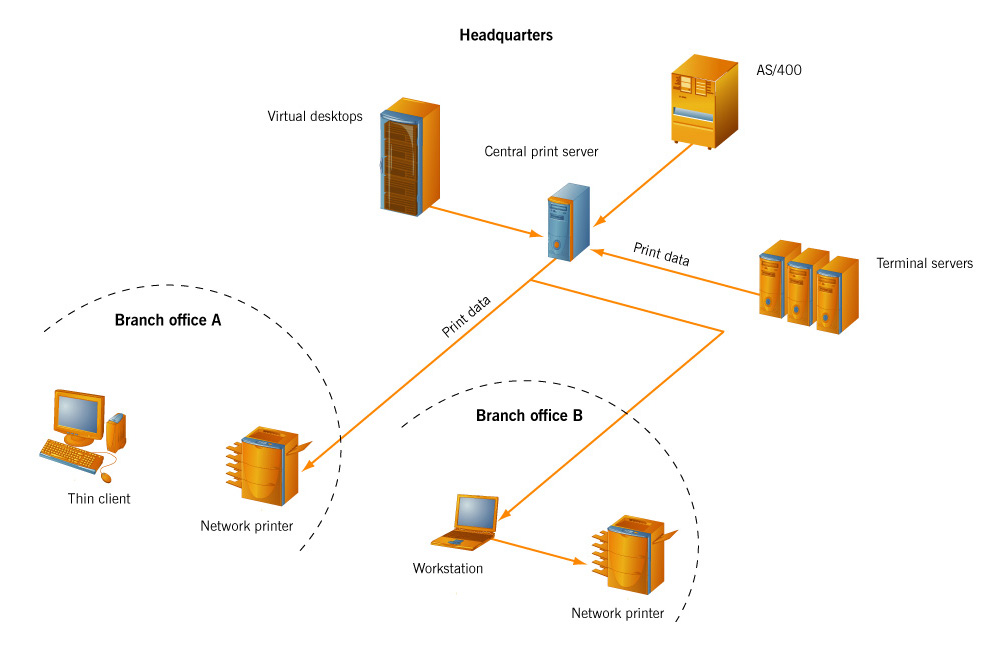
Příklad tiskového serveru